# الخليج الثيرمى

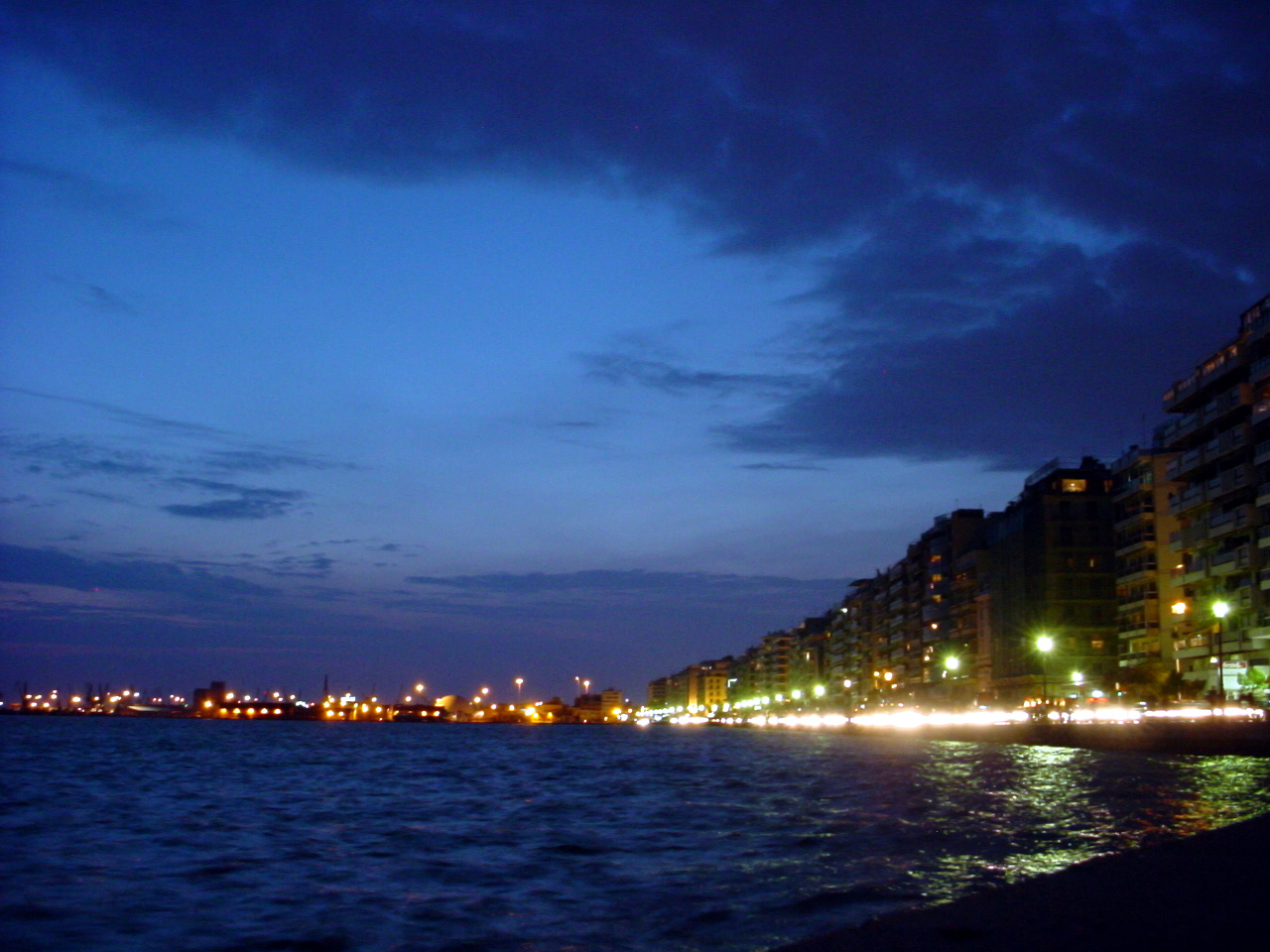

الخليج الثيرمى (باليونانية: Θερμαϊκός Κόλπος) هو خليج يقع على بحر إيجة يقع في جنوب مدينة سالونيك تماماً، شرق بييريا وإيماثيا، وغرب خالكيذيكي. سمى باسم مدينة ثيرما، والتي كانت تقع على الساحل الشمالي الشرقي للخليج، (تم تغيير اسمها في وقت لاحق إلى سالونيكا). بالقرب من سالونيك، طول الخليج (من الشمال إلى الجنوب) يقارب 100 كم، بينما عرضه (من الشرق إلى الغرب) يقارب 5 كم. طوله من الجزء الشمالى (من مداه الشمالى نزولاً إلى خليج (لسان) «ميجالو إيمفولو») يمتد ل15كم. أما بعد لسان «ميجالو إيمفولو» نحو الجنوب، يمتد طوله ل50كم. يقع خليج (لسان) كاسندرا على نهاية هذا الخليج من الجنوب الشرقي.
بالنسبة للرومان، عُرف الخليج باسم ثيرمايكوس أو جيوب ثيرمايوس (خليج ثيرما), وجيوب مقدونيكس (خليج مقدونيا) أو (الخليج المقدونى). أحد الأسماء الحديثة له هو (خليج سالونيكا), أو سمي على اسم مدينة سالونيك التي تمتد على طول الساحل الشمالي الشرقي من الخليج.
الأماكن التي تقع على الخليج تتضمن سانى، كاسندريا، بوتيديا القديمة، نيا مودانيا، أجيا تريادا، نيو إيبفاتيس، بيريا، كالوخورى، ميثوني، بيدنا، باراليا وأولمبياكي آكتى. الأنهار التي تصب في الخليج هي بينيوس، هالياكمون، يانيتسا، جاليكوس، وفاردار؛ تيارات عديدة بما فيهم واحدة بالقرب من بيدنا تصب أيضاً في الخليج. كان الخليج الثيرمى أكبر بكثير في العصور القديمة، مع العديد من المدن الساحلية القديمة (مثل بيلا) التي وجد على بعد عدة كيلومترات من الداخل. وانجراف التربة واسع النطاق أثر بشدة على الأجزاء الشم إليه والغربية من الخليج، التي تتلقى الجزء الأكبر من تدفق الطمي. الخليج هو موطن لعدد كبير من الشواطى ئ المشهورة والعريقة، والتي تشمل شاطئ سانى. ومع ذلك، لاتوجد شواطئ على الساحل الشمال غربى للخليج، حيث تمتد الأراضة الرطبة من ميثون إلى ضاحية كالوخورى في غرب سالونيك.
ميناء سالونيك هو الميناء الأكبر والأكثر إزدحاماً، بينما توفر 12 موانئ صغيرة النقل البحرى إلى داخل الخليج الثيرمى وخارجه. تطوق شبكات الطرق الرئيسية في شمال اليونان مثل الطريق السريع A1/E75 (أثينا - لمياء - ثيسالونيكي) الجزء الغربي من الخليج، في حين أن A25 (سالونيك - نيا Moudania الطريق السريع) تقريبا يطوق الجزء الجزء الشرقي منه.